# بنی مزار
بنی مزار (به عربی: بنی مزار) یک شهر در مصر است که در استان منیا واقع شده‌است.